# Michael Donnermeyer
Michael Donnermeyer (* 1960 in Mettingen) ist ein deutscher Politikberater. Er war von 2002 bis 2007 Sprecher des Berliner Senats.

## Leben
Donnermeyer studierte von 1979 bis 1986 Geschichte, Germanistik, Politik und Publizistik an der Westfälischen Wilhelms-Universität Münster.
Im Wahlkampf 1998 von Gerhard Schröder (SPD) war er als SPD-Sprecher für die Kommunikation zuständig. Danach war er unter anderem Sprecher des Verkehrsministeriums unter Franz Müntefering (SPD). Des Weiteren war er 2001 Kommunikationsmanager im Wahlkampf von Klaus Wowereit (SPD). Anschließend war er von 2002 bis 2007 Sprecher des Berliner Senats unter Wowereit. In dieser Funktion saß er für den Berliner Senat im ZDF-Fernsehrat. Er wurde aufgrund der Sparpolitik des Landes Berlin nicht zum Staatssekretär ernannt, wie es sonst für Senatssprecher in der Vergangenheit üblich war. Schon sein Vorgänger Helmut Lölhöffel war auch kein Staatssekretär.
Danach war er von 2007 bis 2012 Geschäftsführer des Informationszentrums Klima, welches sich als Kommunikationsplattform für große Energiekonzerne wie RWE, Eon und Vattenfall für die Verbreitung der CCS-Technik einsetzte. Von 2012 bis 2013 war er Leiter der Pressestelle der Bundes-SPD im Kanzlerwahlkampf von Peer Steinbrück (SPD). Sein Nachfolger wurde Rolf Keine.
Ab 2014 war er als selbständiger Berater im Bereich Strategie, Kommunikation und Medien tätig. Am 1. Mai 2015 wurde er Vorstandsmitglied mit der Zuständigkeit für vor allem Klima- und Energiepolitik der Concilius AG.